# Близнюки (фільм, 2003)
Ефект Близнюків (англ. назва The Twins Effect) — гонконгський фільм, режисера Данте Лама. Фільм вийшов на екрани в 2003 році.

## Опис
Рів — один з команди мисливців, що б'ються з могутнім кланом вампірів, — носферату. Звичайними засобами перемогти цих монстрів неможливо, тому Рів і його бойові соратники використовують спеціальну сироватку з крові вампіра, яка в багато разів підвищує їх фізичні здібності. Але, якщо вчасно не прийняти протиотруту від цього допінгу, можна самому перетворитися на вампіра. Після смерті старої напарниці організація приписує Ріву молоду недосвідчену дівчину у напарники, яка в нього закохується. А сестра Ріва закохується у принца вампірів, який переховується зі своїм слугою у церкві.